# V ozjidanii morja
V ozjidanii morja (russisk: В ожидании моря) er en spillefilm fra 2012 af Bakhtyar Khudojnazarov.

## Medvirkende
- Jegor Berojev som Marat
- Sajora Safary
- Anastasija Mikultjina som Tamara
- Detlev Buck as Balthazar
- Dinmukhamet Akhimov